# Ioan Cadar
Ioan Cadar (n. 8 martie 1946, Raducăneni - d. 23 decembrie 2013, București) a fost un artist plastic, sticlar și vitralist român.
A devenit membru al U.A.P. în 20 noiembrie 1975, la secția de arte decorative - sticlă, pe parcursul vieții devenind unul dintre cei mai reprezentativi vitraliști români.

## Studii
Ioan Cadar a absolvit Academia de Arte Nicolae Grigorescu din București, în anul 1971, secția sticlă, la clasa profesorului Zoe Băicoianu.

## Opera

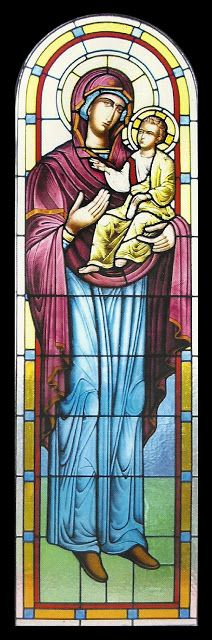
Ioan Cadar MARIA CU PRUNCUL vitraliu religios

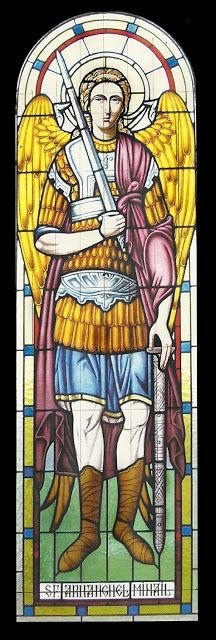
Ioan Cadar SF ARHANGHEL MIHAIL vitraliu religios

Opera sa cuprinde lucrări de artă monumentală, artă decorativă, obiecte de artă din sticlă, sculptură, vitralii laice, vitralii religioase, cât și lucrări de restaurare de vitralii.
Lucrările cele mai reprezentative sunt următoarele:
- Candelabrele mari din foaierul Teatrului National din București, realizate în perioada 1972-1973.
- Realizarea vitraliilor de 40 m², de la clubul International - Mangalia Nord - Olimp, în anul 1974.
- Restaurarea totală a vitraliilor pictate de la Caru' cu Bere din București, cu o suprafața de 90 m², în perioada 1986-1987.
- Realizarea vitraliului de la Cazinoul din Constanta, din zona scarilor principale, compozitie art nouveau de 50 m², în anul 1987.
- Vitraliu art nouveau la sediul Ministerului de Externe din București, cu o suprafață de 20 m², în anul 1992.
- Vitraliile de la Hotel 1 și 2 din Mangalia Nord - Neptun, cu o suprafață de 20 m², în anul 1993.
- Vitraliul de la Biserica Maica Îndurerată din strada Liniștei, București, cu o suprafață de 30 m², în anul 1994.
- Vitraliile de la Palatul Ghica din București, de pe Calea Victoriei. Vitralii legate in plumb, pictate figurativ și ornamental, cu o suprafață de 50 m², în anul 1996.
- Restaurarea totala a vitraliilor legate în plumb, de la Castelul Corvinilor din Hunedoara, în anul 1997.
- Cele 12 vitralii pictate figurativ de la Manastirea Recea din Targu Mureș, cu o suprafață de 20 m², în 1998.
- Vitraliul figurativ, legat in plumb, cu Sfantul Gheorghe de la Ministerul Apararii Nationale - Comandamentul Trupelor Terestre, realizat în anul 2001.
- Vitraliul ornamental, legat în plumb, de la Palatul Metropolitan din Iași, de la intrarea principala, realizat în anul 2002.
- Luminatorul, realizat din vitraliu ornamental legat în plumb, cu o suprafața de 40 m², de la Palatul Mitropolitan din Iași, realizat în 2002.
- 9 ferestre cu vitralii pictate, figurative, de la Palatul Mitropolitan din Iași, realizate în perioada 2002-2003.
- Vitraliile pictate, figurative, de la Manastirea Găneasa din judetul Ilfov, legate în plumb și realizate la 8 ferestre, în anii 2002-2003.
- Vitraliile pictate, figurative și legate în plumb, de la Biserica Greco Catolica Sfantul Nicolae din Satu Mare, la 21 de ferestre, cu o suprafață totală de 50 m², realizate în perioada 2006-2007.
- Restaurarea vitraliilor pictate, originale, ale Catedralei Mitropolitane din Iași, cu o suprafață de 120 m², în perioada 2007-2009.
- 17 vitralii pictate, figurative și legate în plumb, realizate la Palatul Patriarhal din București, în 2009.

## Lucrări de artă în muzee
- București – România – Muzeul de Artă Contemporană
- Buzău – România – Muzeul Judetean de Artă
- Galați – România – Muzeul de Artă Vizuală Galați
- Novy-Bor – Cehia – Nový Bor Glass Museum
- Ebeltoft – Danemarca – Glasmuseet Ebeltoft

## Premii și distincții
- 1987 – Premiul I Salonul Național de Sticlă– lucrarea „Fluturi”.
- 2000 – Premiul II Salonul Municipal București – secțiunea „FOC” – lucrarea „Călugărul”.
- 2004 – Premiul Uniunii Artiștilor Plastici.
- 2004 – Medalia Meritul Cultural, Clasa I, Categoria „Artele plastice”, oferită de Președintele României, conform Decretului nr. 35/2004, din 7 februarie 2004, în semn de apreciere a întregii activități, a remarcabilelor opere de artă plastică prin care a îmbogățit patrimoniul național și internațional cu numeroase picturi, sculpturi, grafică sau piese de artă ornamentale din porțelan, sticlă, lemn și metal; Act publicat în MONITORUL OFICIAL  NR. 169 din 26 februarie 2004.
- 2005 – Diplomă de onoare „Ștefan cel Mare și Sfânt”, pentru merite deosebite în păstrarea credinței și promovarea culturii creștine - Acordată de IPS Daniel, Arhiepiscop al Iașilor și Mitropolit al Moldovei și Bucovinei.

## Expoziții naționale
- 1969 – București – expoziție de Artă Decorativă la sala Dalles
- 1971 – expoziție de Artă Decorativă, Pictură, Sculptură, Grafică
- 1973 – Trienala de Arte Decorative
- 1976 – București – sala Dalles – Trienala de Arte Decorative
- 1977 – Oradea – expoziție naționala de Arta Decorativa și Design
- 1977 – expoziție municipală de Arte Plastice
- 1978 – Iași – “Expoziția tineretului”
- 1978 – Salonul de Artă Decorativă al Municipiului București
- 1979 – Salonul de Pictură, Sculptură, Grafică și Artă Decorativă al Municipiului București
- 1980 – Quadrienala de Arte Decorative
- 1980–1981 – Salonul de Pictură, Sculptură, Grafică și  Artă Decorativă al Municipiului București
- 1981 – București – sala Dalles – “expoziție de Artă Plastică a tineretului”
- 1981–1982 – Salonul Municipal de Arte Decorative
- 1982–1983 – Salonul Municipal de Pictură, Sculptură, Grafică și Artă decorativă
- 1983–1984 – București – Muzeul Colecțiilor – Salonul de Arte Decorative
- 1984 – București – sala Dalles – Quadrienala de Arte Decorative
- 1984 – București – expoziție de Artă Plastică
- 1984–1985 București – Salonul Municipal de Pictură, Sculptură, Grafică și Artă Decorativă
- 1986 – București – Trienala de Arte Decorative
- 1986–1987 – București – Salonul de Arte Plastice și Decorative
- 1988 – București – galeria Simeza – Salonul de Sculptură Mică
- 1989 – București – sala Dalles – Trienala de Arte Decorative

- 1992 – București – galeria Simeza – expoziție de Artă Decorativă : “Forma și Lumina”

- 1994 – București – Salonul Municipal de Artă
- 1996 – București – galeria Căminul Artei – Galla – expoziția filialei U.A.P.
- 1996 – București – T.Național – Salonul Municipal de Artă
- 1997 – București – galeria Apollo – Salonul Național de Sticlă și Ceramică
- 1999 – București – galeria Simeza – Salonul Național de Sticlă
- 2000 – București – galeria Simeza – Salonul Național de Sticlă
- 2000 – București – galeria Apollo – Salonul Municipal de Artă
- 2001 – București – galeria Simeza – Salonul Național de Sticlă
- 2001 – București – galeria Apollo – expoziție colectivă : “Costel Badea și colegii”
- 2001 – București – Salonul Municipal de Artă
- 2002 – București – galeria Orizont – Salonul Sticlei
- 2002 – București – galeria Simeza – EXPOZIȚIE PERSONALĂ
- 2003 – București – galeria Apollo – Salonul Municipal de Artă
- 2004 – București – galeria Orizont – Salonul Sticlei
- 2005 – București – galeria Orizont – Salonul Sticlei
- 2009 – București – Veroniki Art – “Respirații Creștine”

## Expoziții internaționale
- 1976 – Atena–Grecia – Expoziție Românească de Arte Decorative
- 1978 – Erfurt–Germania – a II–a Quadrienala Internaționala de Artă Decorativă
- 1979 – Plovdiv–Bulgaria – Expoziție de Artă Decorativă Contemporană Românească
- 1979 – Lodz–Polonia – Expoziție de Artă Decorativă Contemporană Românească
- 1980 – Luzern–Elvetia – Expoziție Internațională de Sticlă
- 1981 – Montreal–Canada – Expoziție de Artă Decorativă Contemporană Românească
- 1981 – Sofia–Bulgaria – Expoziție Colectivă de Artă Decorativă
- 1987 – Grecia – Expoziție de Artă Plastică Contemporană Românească
- 1988 – Kanazawa–Japonia – Concurs Internațional de Sticlă
- 1988 – Moscova– Rusia – Expoziție de Artă Decorativă Contemporană Românească
- 1990 – Kanazawa–Japonia – Concurs International de Sticlă
- 1992 – Franta – Salonul de Ceramică și Sticlă “Nimagine”
- 1996 – Japonia – Expoziție Internațională de Sticlă

## In memoriam
- La 23 decembrie 2013, artistul Ioan Cadar se stinge din viață, urmând ca în data de 28 decembrie să fie înmormantat la Cimitirul Straulești II, pe aleea artiștilor. În ziua de 28 decembrie, Preafericitului Părinte Patriarh Daniel scrie personal un mesaj de condoleanțe catre familia regretatului artist vizual Ioan Cadar: "Am aflat cu profundă durere de trecerea la cele veșnice a distinsului artist vizual Ion Cadar, personalitate cunoscută și apreciată atât în mediul bisericesc, cât și în lumea artiștilor, prin operele sale de artă monumentală în sticlă. Pe Domnul Ioan Cadar l-am cunoscut în vremea păstoririi noastre la Iași ca Mitropolit al Moldovei și Bucovinei, când am ales ca Domnia Sa să realizeze vitraliile din paraclisul și din fața paraclisului Reședinței Mitropolitane din Iași, precum și cele ale paraclisului Reședinței Mitropolitane de la Mănăstirea Bucium din Iași. Tot Domnia Sa este autorul celor 16 vitralii din noul paraclis 'Sfântul Grigorie Luminătorul' al Reședinței Patriarhale din București. De asemenea, a reabilitat vitraliile din Catedrala Mitropolitană din Iași și câteva vitralii din biserica Sfântul Spiridon Nou din București.  Urmând firul semnificațiilor teologice și iconografice ale stilului bizantin și neo-bizantin, Domnul Ioan Cadar a înțeles că pictura ortodoxă poate fi transpusă în vitralii.  Astfel, vitraliile sale apropiate stilului bizantin au o valoare deosebită."[1]
- În anul 2020, familia îi realizeaza un monument funerar, pe locul de veci de la Cimitirul Straulești II. Monumentul este format dintr-o cruce masivă din metal, cu vitraliu în interiorul ei. Conținutul vitraliului crucii a fost decupat din ultimul proiect realizat de Ioan Cadar, iar execuția și montajul monumentului au fost realizate de prietenul și colaboratorul artistului, Gabriel Antoniu, împreună cu echipa sa de sticlari vitraliști.